# St. Johann (Bremen)
Biserica St. Johann este biserică catolică din comunitatea  St. Elisabeth in Hastedt, Bremen. Ea a fost clădită prin secolul XIV ca mănăstire și ulterior devine biserică franciscană. In timpul perioadei Reformației religioase din timpul lui Calvin și Luther, pierde statutul de biserică catolică fiind folosită în alte scopuri. Intre anii 1801 și 1806 stă goală nefolosită, din 1806 este din nou recunoscută ca biserică catolică. In 1816 este renovată și va fi ridicat nivelul fundamentului pentru protejare contra inundațiilor fiind folosită din nou pentru celebrarea slujbelor religioase.